# Homebrewing

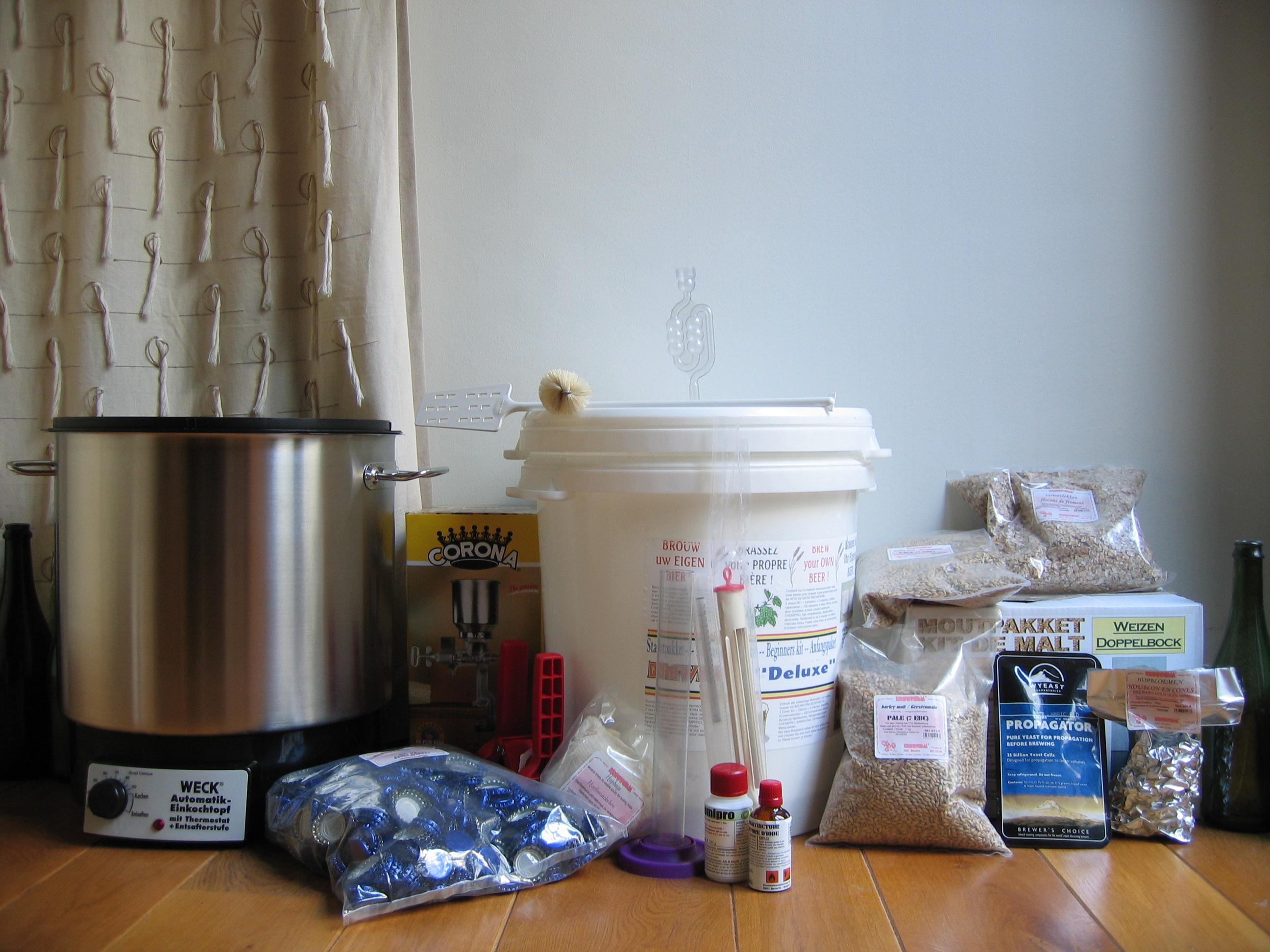
Potřeby pro homebrewing

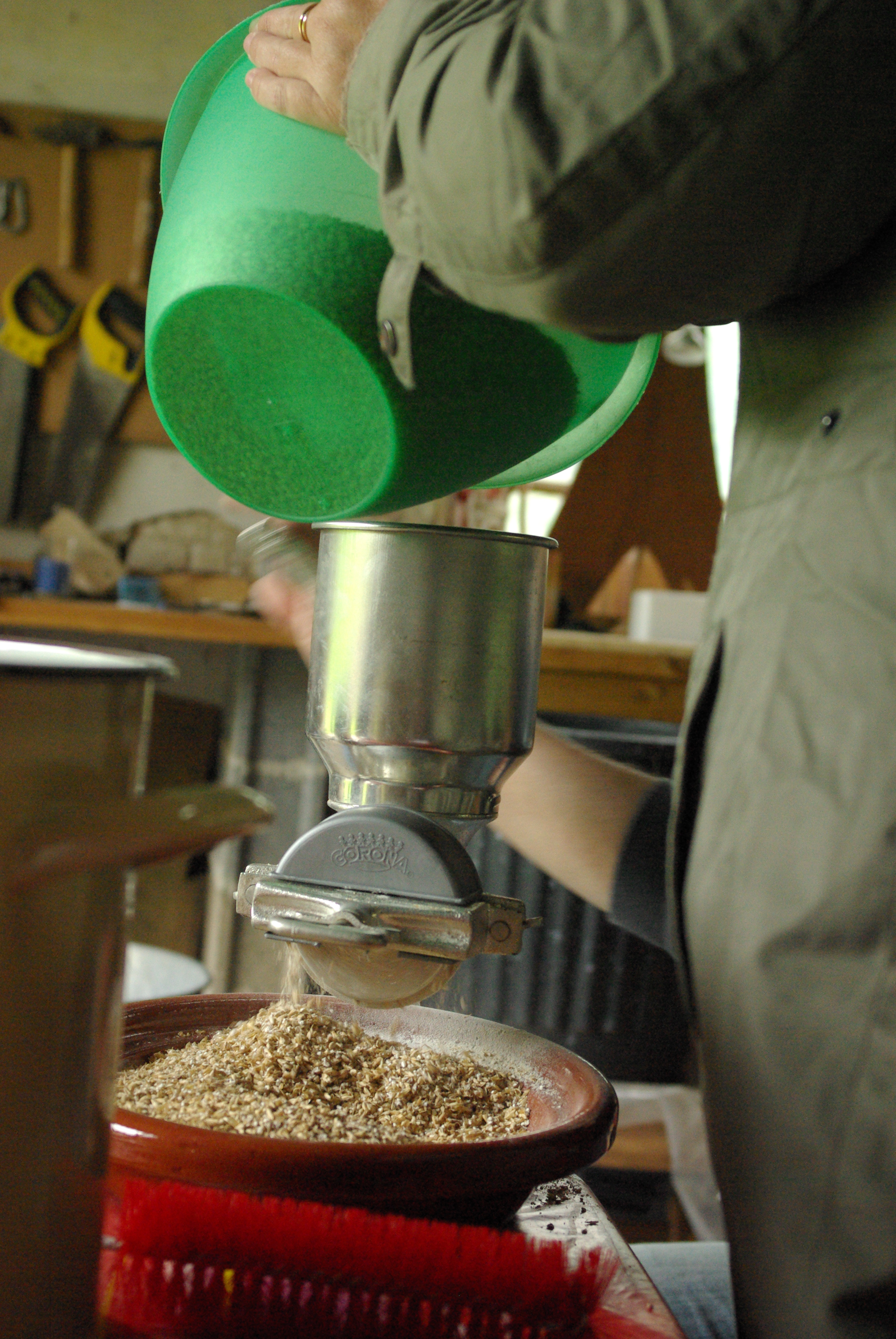
Šrotování sladu v domácích podmínkách

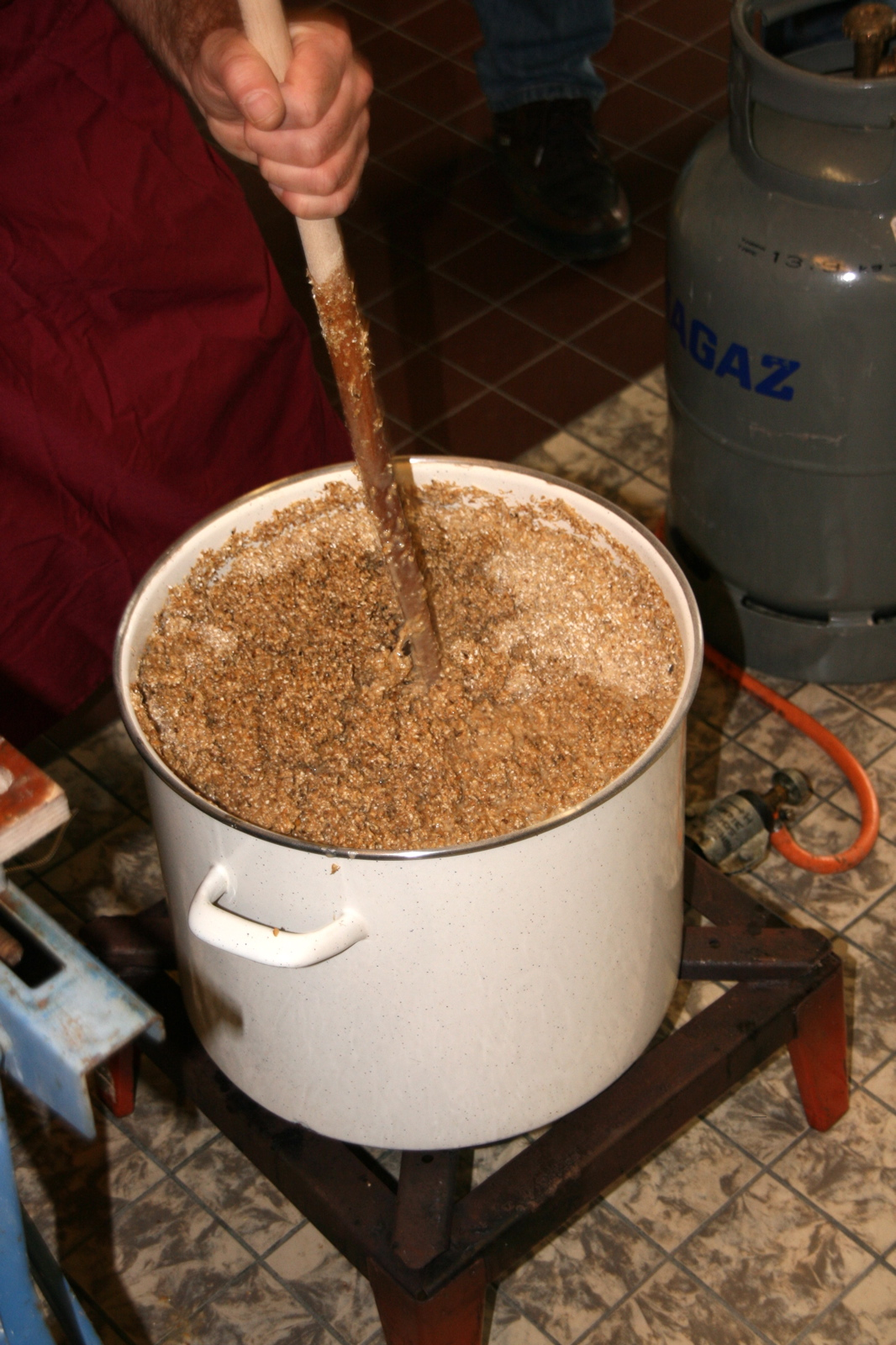
Vystírání

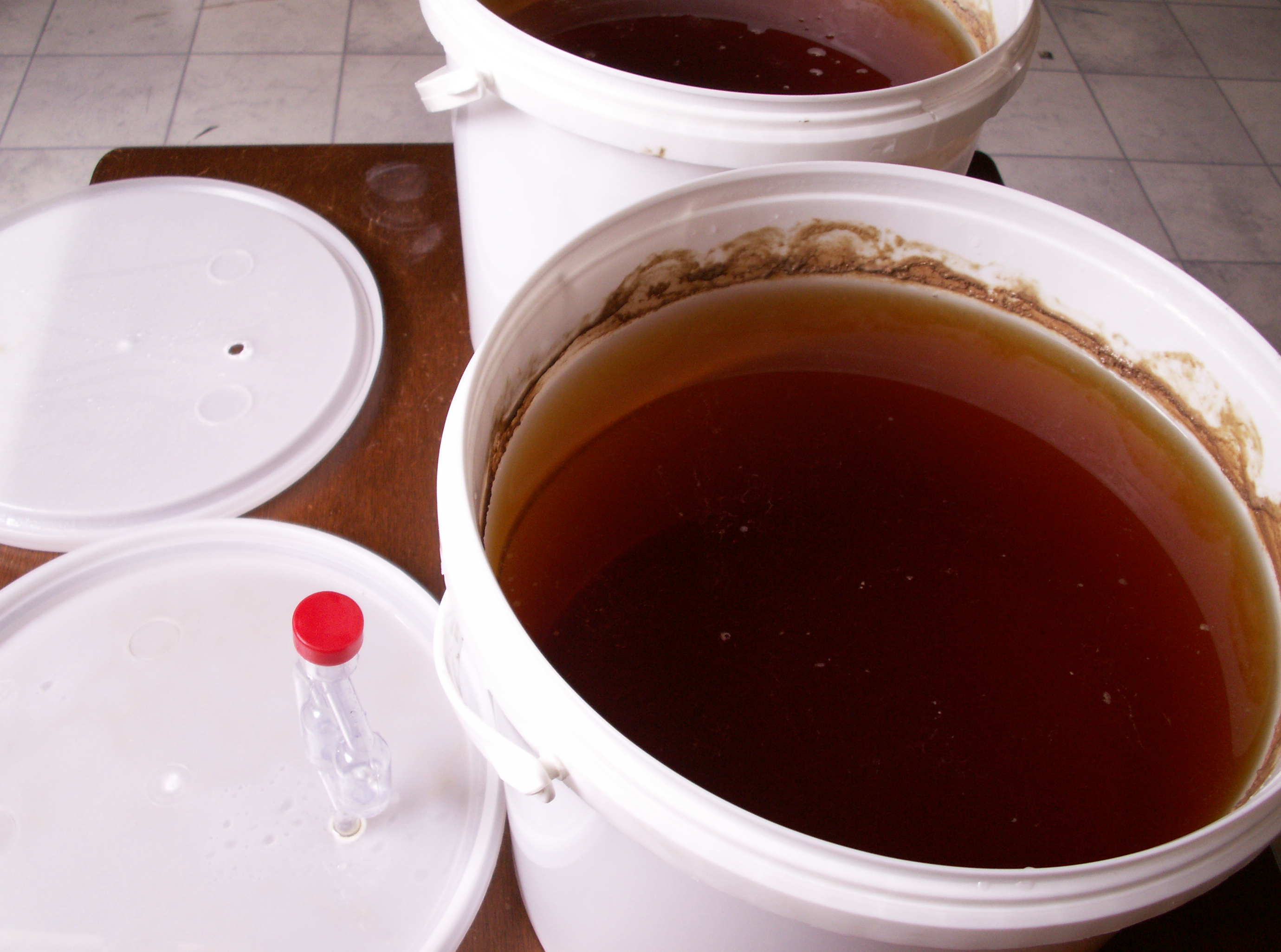
Mladina v počáteční fázi fermentace

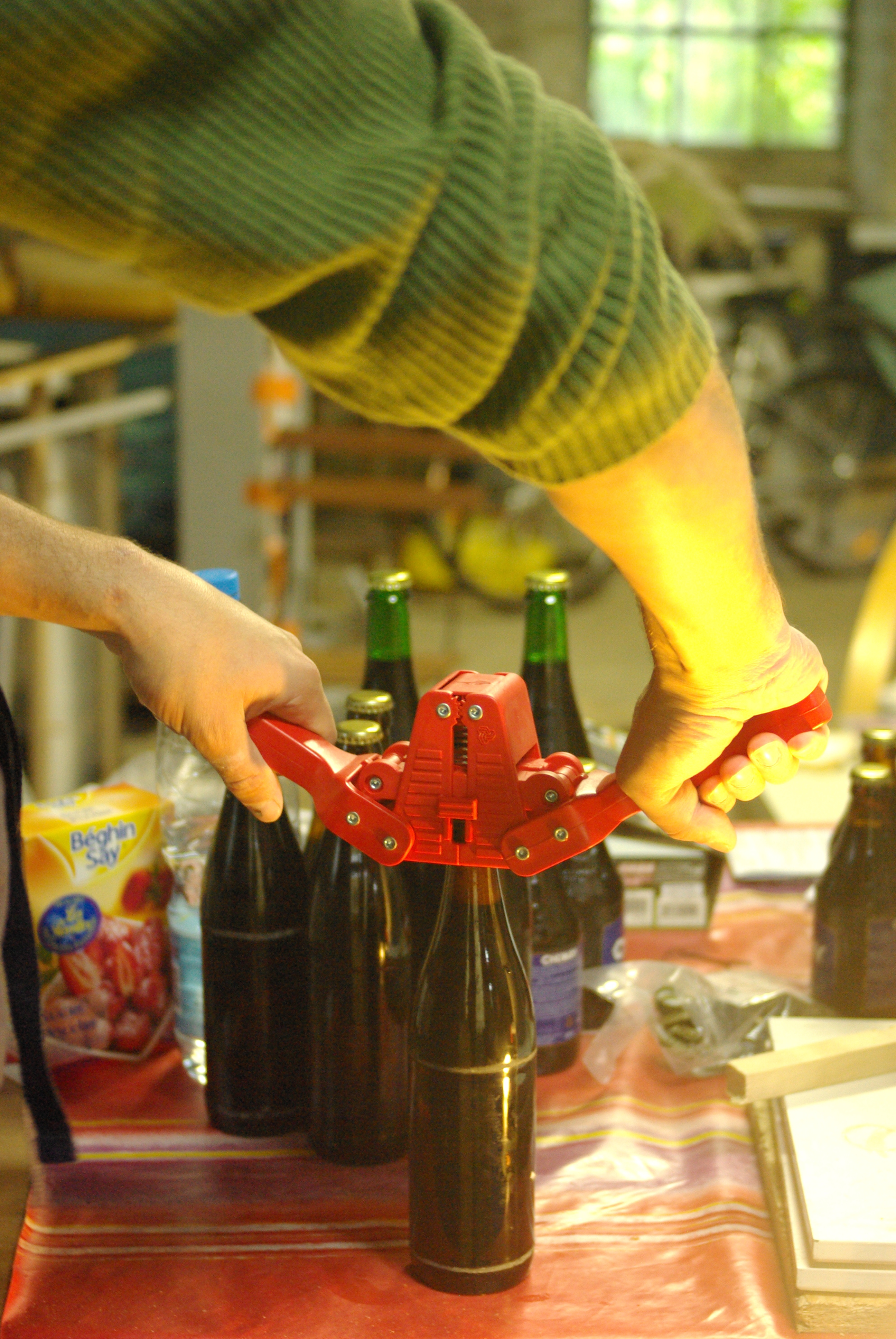
Zátkování lahví ručním zátkovačem

Homebrewing neboli domácí vaření piva je vaření piva v domácích podmínkách a malém měřítku pro nekomerční účely, zejména osobní spotřebu. V České republice je zákonný limit takto uvařeného piva (které nepodléhá spotřební dani) max. 2000 litrů na domácnost (bez ohledu na počet dospělých osob) a kalendářní rok.
Do roku 2020 činil limit pouze 200 litrů ročně.
Domácí vaření piva je možné trojím způsobem:
- využitím surovin vyžadujících ruční zpracování (klasické receptury s využitím sladu, chmele a kvasnic), časově náročnější proces
- využitím sladových výtažků (polotovar) - dehydrovaná sladina (odpadá šrotování, rmutování, scezovaní; provádí se chmelovar, kvašení atd.). Jednodušší způsob výroby. Tento postup je možné kombinovat s vařením ze surovin - tzn. Minimash je možností jak dát pivu více osobitosti a je to jakýsi mezikrok mezi vařením jen ze surovin či jen z výtažků.
- využitím mladinových koncentrátů (polotovar) - dehydrovaná mladina (odpadá i chmelovar; provádí se pouze kvašení). Nejjednodušší a nejrychlejší způsob výroby, proces vhodný pro začátečníky, ale charakter piva je určen výrobcem koncentrátu.

## Postup
1. Šrotování sladu ve šrotovači, příp. mlýnku (existuje možnost zakoupení namletého sladu).
2. Vystírání – míchání sešrotovaného sladu s vodou, čímž vzniká hustá kaše, tzv. vystírka. Teplota vody záleží na receptuře a druhu vařeného piva.
3. Zapářka – pomalé ohřívání kaše za stálého míchání na teplotu 48–52 stupňů Celsia (tzv. peptonizační teplota, kdy dochází ke štěpení bílkovin).
4. Infuzní / dekokční vaření – infuzní metoda je jednodudušší, postupně se přihřívá na určité technologické teploty (nižší cukrotvorná, vyšší cukrotvorná, odrmutovací) celý objem vystírky. Dekokční metoda pracuje s tzv. rmutem (cca 1/3 objemu), který se zvlášť zahřívá, zatímco zbytek „odpočívá“ v původní nádobě. Je možno vařit na jeden až tři rmuty.
5. Jodová zkouška zcukření – zjišťuje, zda enzymy ze sladu rozložily složitější polysacharidy (škroby) na jednoduché zkvasitelné sacharidy (cukry). Na bílý talířek se kápne trochu vystírky a přidá podobné množství jodového indikátoru (Lugolův roztok). Pakliže se roztok zbarví do modra, je třeba pokračovat v procesu. Jestliže se zbarví do žluta (nebo se nestane nic), je možno roztok povařit na odrmutovací teplotu.
6. Filtrace 1 (scezování a vyslazování) – je třeba oddělit scezením zbytky zrn od roztoku. Je možné využít např. plátno či vyvařenou dětskou plenu. Scezený pevný podíl se nazývá mláto, tekutá část sladina.
7. Chmelovar – vaření sladiny po dobu cca 60–90 minut a přidávání dávek chmelu (jedné až tří), vzniká mladina. Chmelit je však možno i vystírku. Po ukončení varu je třeba zamíchat mladinu a nechat cca 20 minut odstát, na spodku nádoby se usadí chmelové kaly.
8. Filtrace 2 – je vhodné mladinu scedit, opět přes plátno či plenu (při provedení techniky, kdy se mladina roztočí - Whirlpool, vířivá káď - a nechá se uklidnit, chmel se usadí uprostřed nádoby - filtrace není nezbytně nutná).
9. Chlazení – nyní je nutno mladinu co nejrychleji zchladit, aby se zabránilo kontaminaci mikroorganismy z okolí. Postupů je vícero, jedním z nejjednodušších je položení nádoby do vany se studenou vodu za občasného promíchání (mladiny i vody ve vaně).
10. Kvašení neboli fermentace – po zchlazení na potřebnou teplotu (odlišnou podle druhu piva) se nádoba s mladinou po přidání kvasnic stává spilkou. Spodně kvašená piva kvasí při teplotě 8–12 °C, svrchně kvašená při 18–24 °C (jsou tudíž méně náročná na výrobu). Pro potřeby kvašení může posloužit např. stará lednice nebo studený sklípek. Mladina je háklivá na nečistoty, proto je třeba již předem dbát na důkladnou hygienu, vhodné je vydesinfikování nádoby např. savem a poté opláchnutí čistou vodou. Fermentace trvá až několik týdnů, je zpočátku rychlejší, postupně se zklidňuje. Během ní vzniká na povrchu pěna (tzv. deka), kterou je nutné odstraňovat. Konec kvašení lze rozpoznat pomocí fouknutí do pěny. Když se pěna nezavře, je kvašení u konce.
11. Stáčení a uležení piva – po ukončení fermentace se mladé pivo rozleje do připravených a důkladně vyčištěných skleněných nebo PET láhví a nechá se uležet, minimálně 3 týdny, optimálně 2–3 měsíce. Skladování v malých 5litrových party-soudcích může pivo poznamenat kovovou pachutí.